# 익산 연동리 석조여래좌상
익산 연동리 석조여래좌상(益山 蓮洞里 石造如來坐像)은 대한민국 전북특별자치도 익산시 삼기면 연동리에 있는 백제의 불상이다.
1963년 1월 21일 대한민국의 보물 제45호 익산연동리석불좌상(益山蓮洞里石佛坐像)으로 지정되었다가, 2010년 8월 25일 현재의 명칭으로 변경되었다.

## 개요
불상의 머리가 없어 새로 만들기는 했지만, 불신(佛身), 대좌(臺座), 광배(光背)까지 고스란히 남아 있는 백제의 작품이다. 불상의 현 신체 높이는 156cm이다.
당당한 어깨, 균형잡힌 몸매, 넓은 하체 등에서 서툰 듯 하면서도 탄력적이고 우아한 면을 보여주고 있다. 양 어깨를 감싸고 있는 옷자락은 길게 내려져서 사각형의 대좌를 덮고 있는데, 앞자락은 U자형, 좌우로는 Ω형의 주름이 대칭으로 2단씩 표현되어 있다. 왼손은 엄지와 가운데 손가락을 구부려 가슴에 대고 오른손은 세번째와 네번째 손가락을 구부려 다리에 올려놓은 특이한 손모양을 하고 있다.
광배의 중앙에는 둥근 머리광배가 볼록 나와있고 그 안에 16개의 연꽃무늬가 새겨져 있으며, 바깥에는 방사선으로 퍼진 특징이 있다. 몸광배도 볼록하게 나와있고 바깥부분에는 불꽃무늬를 배경으로 7구의 작은 부처가 새겨져 있다.
이 석조여래좌상은 대좌의 모습과 광배에 새겨진 무늬를 볼 때 장중하면서도 세련된 특징을 보여주는 600년경의 희귀한 백제시대 불상으로 그 의의가 높다.

## 불두
높이 1.5m에 달하는 불신(佛身)에 광배와 대좌까지 갖췄지만, 위풍당당한 몸체에 올려진 얼굴은 어딘가 부자연스럽다. 누군가 새로 만들어 시멘트로 붙인 탓이다.

## 같이 보기
- 석조여래좌상

## 참고 자료
- 익산 연동리 석조여래좌상 - 국가유산청 국가유산포털